# Новосольна (гміна)
Гміна Новосольна (пол. Gmina Nowosolna) — сільська гміна у центральній Польщі. Належить до Лодзький-Східного повіту Лодзинського воєводства.
Станом на 31 грудня 2011 у гміні проживало 4345 осіб.

## Площа
Згідно з даними за 2007 рік площа гміни становила 53.98 км², у тому числі:
- орні землі: 70.00%
- ліси: 23.00%

Таким чином, площа гміни становить 10.81% площі повіту.

## Населення
Станом на 31 грудня 2011:
| Опис     | Загалом | Загалом | Чоловіки | Чоловіки | Жінки | Жінки |
| -------- | ------- | ------- | -------- | -------- | ----- | ----- |
| одиниця  | осіб    | %       | осіб     | %        | осіб  | %     |
| все      | 4345    | 100     | 2126     | 48.93    | 2219  | 51.07 |
| міське   | 0       | 100     | 0        |          | 0     |       |
| сільське | 4345    | 100     | 2126     | 48.93    | 2219  | 51.07 |

## Сусідні гміни
Гміна Новосольна межує з такими гмінами: Андресполь, Бжезіни, Стрикув.